# Raionul Svitlovodsk, Kirovohrad
Svitlovodsk (în ucraineană Світловодський район, transliterat: Svitlovodskîi raion) este un raion în regiunea Kirovohrad, Ucraina. Reședința sa este orașul Svitlovodsk.

## Demografie
Componența lingvistică a raionului Svitlovodsk
     Ucraineană (85,92%)
     Rusă (12,93%)
     Alte limbi (0,64%)
Conform recensământului din 2001, majoritatea populației raionului Svitlovodsk era vorbitoare de ucraineană (85,92%), existând în minoritate și vorbitori de rusă (12,93%).